# Валютний союз

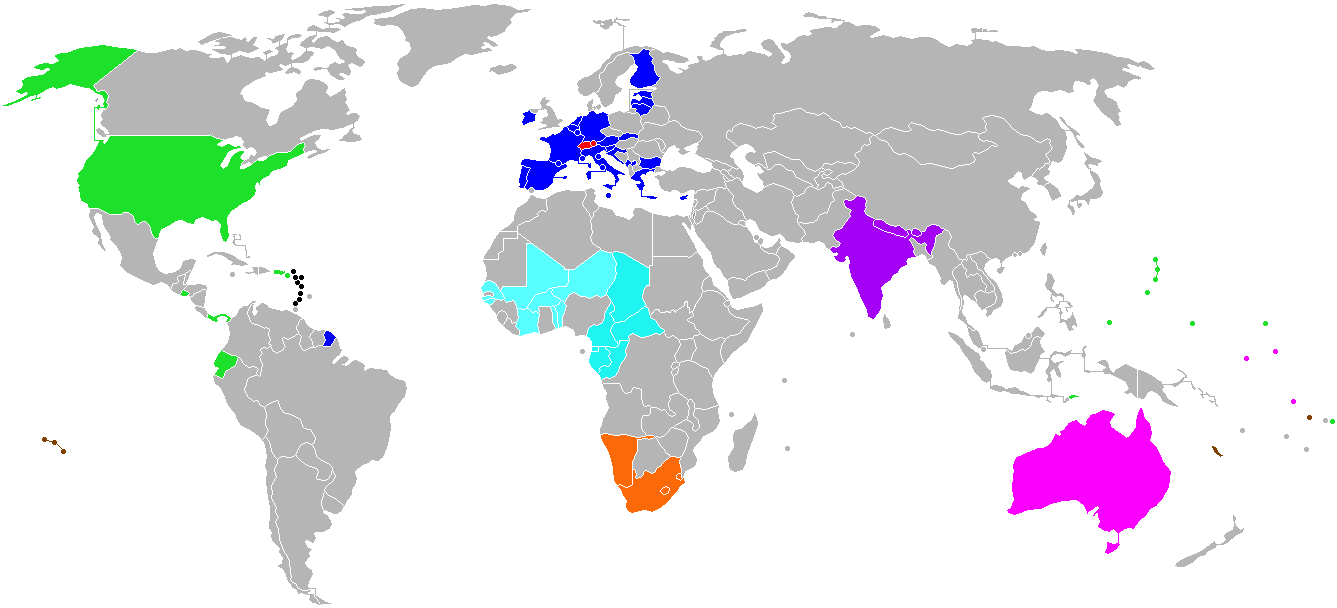
Валютний союз:
EUR Євро
USD Долар США
CHF Швейцарський франк
INR Індійська рупія
AUD Австралійський долар
XCD Східнокарибський долар
ZAR Південноафриканський ранд
XOF Західноафриканський франк
XAF Центральноафриканський франк
XPF Французький тихоокеанський франк

Вал́ютний сою́з — група країн, які запровадили у своїх національних економіках спільну грошову одиницю і, отже, проводять спільну монетарну політику.
Зазвичай валютні союзи формуються стихійно на основі відносин політичної, економічної та фінансової залежності слабших країн від країни-лідера, валюта якої є спільною.